# Казвин
Казвин (перс. قزوين) је град Ирану у покрајини Казвин. Према попису из 2006. у граду је живело 355.338 становника.

## Становништво
Према попису, у граду је 2006. живело 355.338 становника.
| 1986.   | 1991.   | 1996.   | 2006.   |
| ------- | ------- | ------- | ------- |
| 248.591 | 278.826 | 291.117 | 355.338 |